# Rozdíly mezi češtinou a slovenštinou
Tento článek popisuje hlavní rozdíly mezi češtinou a slovenštinou, dvěma blízce příbuznými a vzájemně srozumitelnými slovanskými jazyky.

## Historické pozadí
Čeština měla během své historie vždy větší prestiž než slovenština. Psaný jazyk se v ní vyvíjel od 13. století, zatímco slovenština byla po staletí pouze skupinou lidových nářečí. Na velké části Slovenska fungovala čeština od 15. do 18. století jako spisovný jazyk, což napomáhalo k podobnosti obou jazyků. Čeština používaná na Slovensku byla zpravidla v menší či větší míře slovakizovaná tj. obohacená o slovenské lexikální i gramatické elementy (slovakismy). Slovakizovanou češtinou byla také sepsána část Žilinské městské knihy, což je vůbec nejstarší památka slovenského písemnictví (1451). V době slovenského národního obrození se objevily dvě koncepce: přijetí češtiny jako spisovného jazyka nebo vytvoření samostatného spisovného standardu. Postupně se začala prosazovat druhá možnost, byť často vznikaly velké spory o podobu tohoto jazyka. V 19. století se nový slovenský spisovný jazyk začal od češtiny vzdalovat (částečně i záměrně). V této době se do spisovného jazyka přejímala jednotlivá slova z nářečí a zejména v biologii se vytvořila samostatná vědecká terminologie.
V době společného státu se jazyky opět sbližovaly. V meziválečném období byly čeština a slovenština považovány za dvě spisovné varianty jednoho československého jazyka. Tento názor vycházel z myšlenky čechoslovakismu a byl opuštěn po druhé světové válce. Přesto se však až do zániku Československa terminologické komise snažily, aby odborná slovní zásoba obou jazyků byla co nejpodobnější. Zejména od 60. a 70. let 20. století přispívala k podobnosti dnešní slovní zásoby vzájemná dostupnost prostřednictvím rozhlasu, filmu a televize ve společném státě. Všichni občané se tak dostali do kontaktu s druhým jazykem. Od rozdělení státu lze pozorovat znovu jisté jazykové oddalování.
Úzký vztah obou jazyků a životy jejich mluvčích po dobu 65 let v jedné zemi vedly k rozšířenému pasivnímu bilingvismu. Když Čech mluví se Slovákem, každý používá svůj jazyk a bez větších problémů si rozumí. Česko-slovenský překlad je málokdy praktikován. České právo umožňuje používat slovenský jazyk bez tlumočníka na úřadech a soudech, slovenské dokumenty jsou v ČR akceptovány v originále. Slovenština má tedy de facto rovnocenné postavení s úřední češtinou. Taktéž na Slovensku je čeština de facto rovnoprávná s úřední slovenštinou.

## Fonetika a fonologie
Slovenština má ve srovnání s češtinou poněkud složitější a konzervativnější hláskový systém. Rozdíly plynou zejména ze skutečnosti, že ve slovenštině neproběhly určité změny typické pro současnou češtinu.
Slovenština má oproti češtině navíc tyto fonémy:
- /ʎ/, měkké <ľ>, původní palatalizované (měkké) /lʲ/ v češtině (a některých slovenských dialektech) splynulo s /l/ (sl. kľúč, č. klíč);
- /r̩ː/, /l̩ː/, dlouhé slabikotvorné <ŕ, ĺ>, v češtině opozice délky zanikla, resp. /l̩ː/ se změnilo na /luː/  a později na /loʊ̯/ (sl. hĺbka, kŕčok, č. hloubka, krček);[pozn. 1]
- /d͡z/, v češtině zaniklo, odpovídá mu /z/ (sl. medzi, č. mezi);[pozn. 2]
- dvojhlásky /i̯a/, /i̯ɛ/, /i̯u/, psané <ia, ie, iu> (sl. piaty, biely, č. pátý, bílý);
- dvojhláska /u̯o/, zapisovaná <ô>, vyvinula se z původního dlouhého /oː/, v češtině se dále změnila na dlouhé /uː/, zapisované jako <ů> (sl. kôň, č. kůň).

V češtině se na rozdíl od slovenštiny vyskytují následující fonémy:
- /r̝/, zapisované jako <ř>, vyvinulo se asibilací z měkkého, palatalizovaného /r ʲ/, ve slovenštině mu odpovídá /r/ (sl. rybár, pri, č. rybář, při);
- dvojhláska /oʊ̯/, zapisovaná <ou>, vyvinutá z původního dlouhého /uː/ (ne na začátku slova), v obou jazycích zapisovaného jako <ú> (sl. múka, č. mouka); ve slovenštině se vyskytuje jen v zakončení instrumentálu singuláru ženského rodu (ženou, rastlinou, skriňou) a je chápáno jako spojení dvou fonémů /o/ + /ʊ/.[pozn. 3]

Další rozdíly ve výslovnosti:
- /v/ je ve slovenštině na konci uzavřených slabik (v kodě) vyslovováno jako neslabičné /ʊ̯/ (sl. krv [kr̩ʊ̯], spev [spɛʊ̯], pravda [praʊ̯da] x č. krev [krɛf], zpěv [spjɛf], pravda [pravda]);[pozn. 4]
- ve slovenštině často dochází k asimilaci (spodobě) znělosti před sonorami, v češtině obvykle nikoliv (sl. sme [zmɛ], č. jsme [(j)smɛ]);[pozn. 5]
- ve slovenštině platí tzv. rytmické pravidlo, podle kterého nemohou za sebou následovat dvě dlouhé slabiky (za dlouhé se z tohoto hlediska považují i dvojhlásky), dochází ke krácení samohlásek tam, kde by jinak podle mluvnických pravidel byla samohláska dlouhá. V češtině takovéto omezení není (sl. krásny, biely, č. krásný, bílý).

## Morfologie
Po stránce morfologické je slovenština v mnoha ohledech jednodušší než čeština, jejíž mluvnice je často komplikovanější, zejména ve spisovné češtině. To je dáno mj. i tím, že spisovná slovenština byla kodifikována později než spisovná čeština, jež v mnohém ustrnula v dřívějším stavu a neodráží vývoj mluveného jazyka, zejména tzv. obecné češtiny.
Hlavní rozdíly jsou tyto:
- V rámci skloňování je ve slovenštině větší tendence k analogii mezi vzory – koncovky -ám a -ách v dativu a lokálu plurálu ve středním rodě podle ženského rodu (sl. mestám, mestách, č. městům, městech), jednotné zakončení -och v lokálu plurálu v mužském rodě (v češtině -ech, -ách, -ích), společná koncovka -(a)mi v instrumentálu plurálu všech rodů (v češtině jen ženském rodě; sl. pánmi, ženami, mestami, č. pány, ženami, městy), mužské zakončení instrumentálu maskulin typu hrdina (sl. hrdinom, č. hrdinou podle předsedou) a vyrovnání genitivu s akuzativem u tohoto typu (sl. hrdinu, č. hrdiny podle předsedy).[pozn. 6]
- Ve slovenštině se u životných maskulin akuzativ shoduje s genitivem v singuláru i v plurálu, kdežto v češtině pouze v singuláru (sl. bez žiakov – vidím žiakov, č. bez žáků – vidím žáky).[pozn. 7]
- Ve slovenštině jsou menší rozdíly mezi tzv. měkkými a tvrdými vzory podstatných jmen. V češtině je větší oddálení měkkých a tvrdých vzorů dáno historickými změnami měkkých samohlásek ’a > ě, ’u > i, ’ú > í, které ve slovenštině neproběhly.[pozn. 8]
- Čeština zachovává vokativ, který ve slovenštině (až na nečetné výjimky) zanikl. K oslovení používá slovenština nominativ (sl. pán profesor!, č. pane profesore!).[pozn. 9]
- Slovenština má tendenci zachovávat při skloňování zakončení kmene, odstraňuje výsledky II. praslovanské palatalizace, kdežto v češtině často dochází ke změnám (alternacím) kmenové souhlásky (ruka – slovensky v ruke, česky v ruce, kniha – sl. v knihe, č. v knize, tajga – sl. tajge, č. tajze).
- V genitivu plurálu ve slovenštině obvykle dochází ke dloužení nebo diftongizaci kmenové samohlásky (vrana – vrán, žena – žien, ruka – rúk, hora – hôr, kino – kín, jablko – jabĺk). V češtině naopak často (nikoliv však systematicky) dochází ke krácení (rána – ran, kráva – krav, žába – žab, síla – sil, moucha – much, smlouva – smluv, míra – měr, víra – věr, trouba – trub, díra – děr, chvíle – chvil).[pozn. 10]
- Ve slovenštině má 1. os. singuláru všech slovesných tříd jednotné zakončení -m, v češtině se v jednotlivých třídách liší (sl. chcem, píšem, viem, č. chci, píšu, vím).
- Příčestí minulé má ve slovenštině jednotné zakončení plurálu -li ve všech rodech, v češtině se rozlišuje podle rodu podmětu (-li, -ly, -la).[pozn. 11]
- Při vykání se převádí do plurálu celá slovesná část přísudku (boli ste prijatá, č. byla jste přijata).[pozn. 12]

## Pravopis
Oba jazyky používají upravenou latinku s diakritikou. Některé znaky se však liší.
Slovenština má oproti češtině navíc tyto grafémy:
- ä /ɛ/ nebo /æ/
- ô /u̯o/
- spřežky dz, dž, považované za samostatná písmena
- ľ /ʎ/
- ŕ, ĺ /r̩ː/, /l̩ː/ – dlouhé slabikotvorné souhlásky

Čeština má navíc:
- ě, které měkčí předchozí souhlásku, výslovnost se liší podle předchozí souhlásky, je historickým pozůstatkem zaniklého fonému /ʲɛ/
- ů, původně používané k zápisu dvojhlásky /u̯o/ (ve slovenštině <ô>), dnes vyslovováno /uː/
- ř /r̝/

Další rozdíly:
- Odlišně jsou zapisovány slabiky /ɟɛ/, /cɛ/, /ɲɛ/: v češtině vždy jako <dě, tě, ně>, ve slovenštině <de, te, ne>, přičemž v některých případech se výslovnost těchto slabik neměkčí (např. ten, jeden, teraz, krásneho).
- Zakončení -dí/-di, -tí/-ti, -ní/-ni v plurálu přídavných jmen rodu mužského životného se ve slovenštině vyslovují tvrdě (mladí: sl. [mladiː], č. [mlaɟiː]).[pozn. 13]
- <r> je v češtině pravopisně tvrdé, v domácích slovech může být následováno jedině tvrdým <y/ý> (ryba – č. i sl.), ve slovenštině může následovat i měkké i, a to zejména tam, kde je v češtině odpovídající spojení <ři> (sl. tri, č. tři).
- Psaní předpon s-/se- (sl. so-) a z-/ze- (sl. zo-) se v češtině řídí mluvnickými pravidly, kdežto ve slovenštině se řídí výslovností (č. zpěv, sbírat, seznam, sl. spev, zbierať, zoznam).
- Slovenština je mnohdy progresivnější při zdomácňování pravopisu přejatých slov. V češtině jsou častější dublety (dvojí tvary). Například je možné psát slova s příponou -ismus (tato podoba se považuje za základní) také v souladu s výslovností -izmus. Ve slovenštině je pouze podoba -izmus.
- Pravidla pro psaní velkých písmen v názvech jsou v obou jazycích většinou shodná. Liší se jen v jednotlivostech. Reformy pravopisu v 90. letech přinesly v obou jazycích dílčí změny v psaní místních názvů. V češtině se po předložce píše velké písmeno (např. U Vody), kdežto ve slovenštině zůstává písmeno malé (U vody), nejde-li o vlastní jméno. Zatímco v češtině jsou slova jako ulice, náměstí či nábřeží vždy s malým písmenem (náměstí Svobody), ve slovenštině se od reformy považují za nedílnou součást názvu, a pokud stojí na začátku, mají velké písmeno: Námestie slobody.

## Slovní zásoba
Slovní zásoba obou jazyků je do značné míry totožná s výjimkou fonetických rozdílů (č. mléko, pět, řeka, důvod, sl. mlieko, päť, rieka, dôvod). V odborné terminologii kromě biologie (zejména názvů živočichů a rostlin) byla z praktických důvodů do slovenštiny převzata česká terminologie (ve slovakizované podobě). Názvy měsíců se zcela liší: čeština, stejně jako např. polština, ukrajinština či chorvatština, používá tradiční slovanské formy spojené s venkovskými tradicemi (leden, únor, březen…), zatímco slovenské měsíce, stejně jako např. ruské, slovinské či srbské, jsou latinského původu (január, február, marec…).
Příklady některých odlišných slov:
| Slovenština | Čeština      |
| ----------- | ------------ |
| hej         | jo           |
| ak          | jestliže     |
| naozaj      | opravdu      |
| iba         | jenom        |
| páčiť sa    | líbit se     |
| ponuka      | nabídka      |
| rozprávka   | pohádka      |
| najmä       | zejména      |
| napokon     | nakonec      |
| dovidenia   | na shledanou |

Některá podobně znějící slova mají odlišný význam – jde se o tzv. falešné přátele. Např. syrový ve slovenštině znamená sýrový, kdežto syrový se slovensky řekne surový. Slovenské topiť znamená rozpouštět (teplem), zatímco topit (vyrábět teplo) se slovensky řekne kúriť a kouřit se ve slovenštině řekne fajčiť.

## Hranice mezi češtinou a slovenštinou
Čeština a slovenština jako velmi blízké jazyky vytvářejí jižní podskupinu západoslovanských jazyků. Přechod mezi českými a slovenskými nářečími je plynulý, tvoří jazykové kontinuum. Zde popsané rozdíly se týkají kodifikovaných standardních (spisovných) forem obou jazyků, pro jednotlivá nářečí nemusí platit, zejména pak v oblasti moravsko-slovenského pomezí (viz poznámky).
Tradičně se jednotlivé nářeční oblasti přiřazují k jednomu či druhému jazyku podle politické příslušnosti. Geografická hranice mezi češtinou a slovenštinou se obvykle ztotožňuje se státní hranicí mezi Českem a Slovenskem, což odpovídá pojetí obou řečí jako národních jazyků Čechů a Slováků.
Výrazný předěl mezi češtinou a slovenštinou představují izoglosa pračeské změny dz’ > z’ a staročeské asibilace r’ > ř, tj. hranice mezi výskytem slovenského /dz/ na straně jedné a českého /ř/ na straně druhé. Podle tohoto faktu někteří autoři (Československá vlastivěda, 1934) řadí některá východomoravská nářečí k nářečím slovenštiny. Tento koncept je plně v souladu s pojetím češtiny a slovenštiny jako dvou spisovných variant jednotného československého jazyka. To umožňovalo v meziválečném Československu používání slovenštiny jako státního jazyka na rozdíl od němčiny, kterou hovořila početně silná německá menšina.